# Sven August Darin
Sven August Darin, född 2 juli 1802 i Marstrand, död 21 juli 1879 på Strömsholm nära Jönköping, var en svensk jurist.
Sven August Darin studerade vid Lunds universitet, där han tillhörde Göteborgs nation, och avlade juridisk examen vårterminen 1823. Han blev assessor i Göta hovrätt 1834, utnämndes till hovrättsråd 1849 samt var hovrättspresident 1858–1867.
År 1864 blev han kommendör med stora korset av Nordstjärneorden (KmstkNO).